# Tipographica
Tipographica fue un grupo japonés de jazz, rock progresivo y música experimental formado en el año 1986 por Tsuneo Imahori en Japón.
Su música está caracterizada por el uso convencional de instrumentos propios del género jazz, mezclado con instrumentos pertenecientes al Rock progresivo y al art rock. También hay presencia del ruido y de otros elementos inusuales que, por tanto, forman parte de la música noise y experimental. La música de Tipographica cambia de tempos exageradamente, entre otras cosas, haciéndola compleja para interpretar y escuchar. La mayor influencia de la banda fue Frank Zappa y su grupo The Mothers of Invention.

## Discografía
- Tipographica
- The Man Who Does Not Nod
- God Says I Can't Dance
- Floating Opera